# Власов, Евгений Иванович
Евге́ний Ива́нович Вла́сов (9 ноября 1926, Кольчугино, Иваново-Вознесенская губерния — 29 ноября 2005, Таллин) — русский советский актёр Русского театра Эстонии. Народный артист Эстонской ССР (1978).

## Биография
Родился в 1926 году в деревне Кольчугино Владимирской области в крестьянской семье, русский.
Увлекался театром с детства. В годы войны, в 15-летнем возрасте, в составе драмкружка сыграл роль Жадова в пьесе «Доходное место» А. Н. Островского.
В 1953 году в Москве окончил Высшее театральное училище имени Б. В. Щукина.
С 1953 года — актёр Государственного русского драматического театра Эстонской ССР, руководил театральной учебной студией, ставил постановки, снимался в кино.
К 2001 году за 48 сезонов сыграл 150 ролей на сцене театра, в радио- и телепередачах.
С 1953 года член Театрального союза Эстонии, с 1993 года — член Союза актёров Эстонии (с 1996 года — почётный член).
Умер 29 ноября 2005 года в Таллине, похоронен на кладбище Метсакалмисту.

## Фильмография
- 1960 — Семья Мяннард / Perekond Männard — Тиудур
- 1961 — Подводная лодка (короткометражный) — Ричард
- 1968 — Освобождение (фильм 2-й «Прорыв») — начальник штаба
- 1971 — Возвращение к жизни — Рейн, муж Лилли
- 1975 — Бриллианты для диктатуры пролетариата — Шорохов
- 1975 — Вариант «Омега» — советский военнопленный
- 1986 — Гонка века — эпизод

## Награды и звания
- 1960 — Заслуженный артист Эстонской ССР
- 1978 — Народный артист Эстонской ССР
- 2001 — Орден Белой звезды 4-й степени[4]